# Moulin à vent de Saint-Grégoire

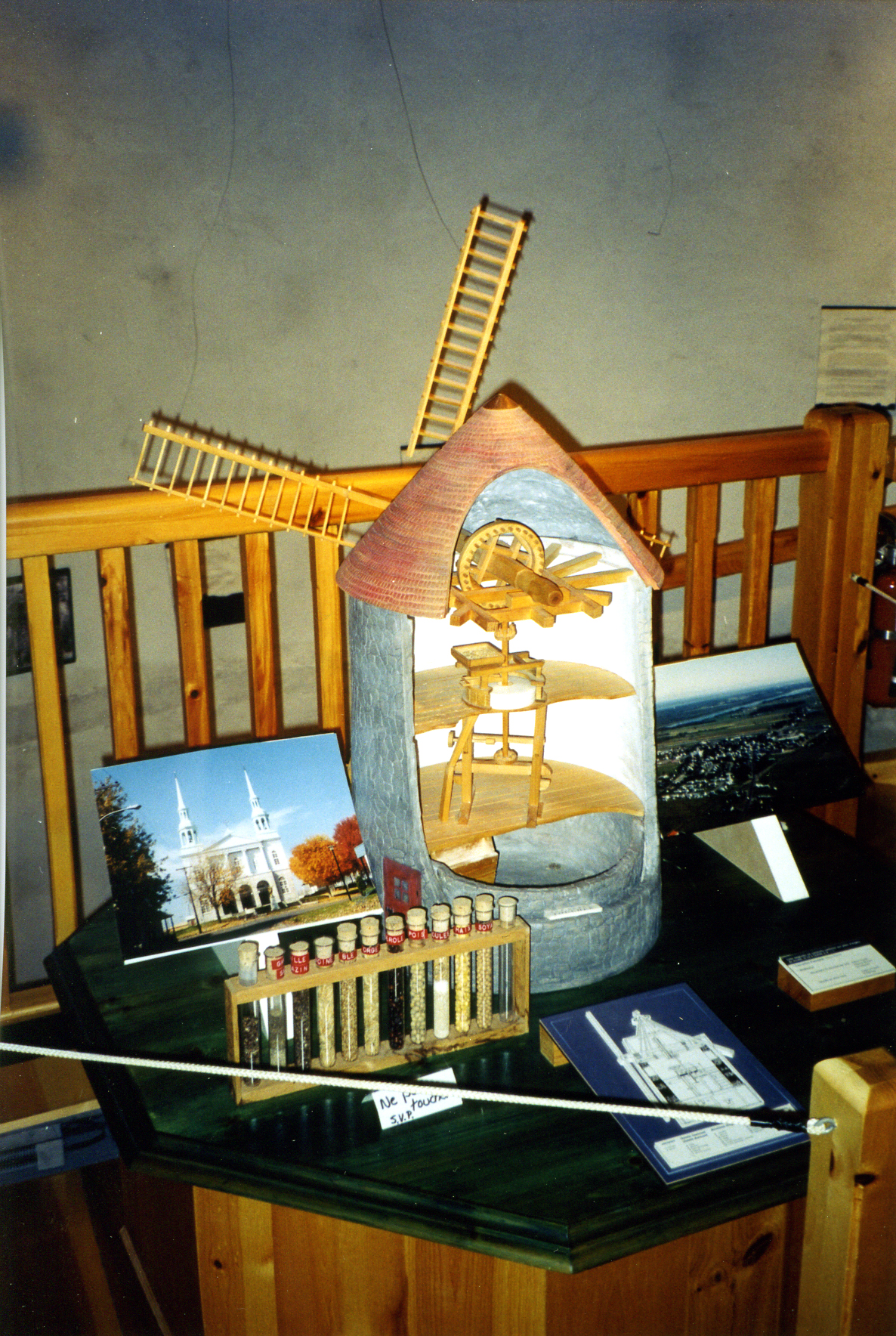
Maquette du Moulin à vent de Saint-Grégoire, à Bécancour, en 2001.

Le Moulin à vent de Saint-Grégoire de Bécancour, aussi connu sous le nom de Moulin Bourg, est l'un des 18 derniers moulins à vent du Québec au Canada. Il a été classé monument historique en 1957.

## Identification
(juillet 2011).

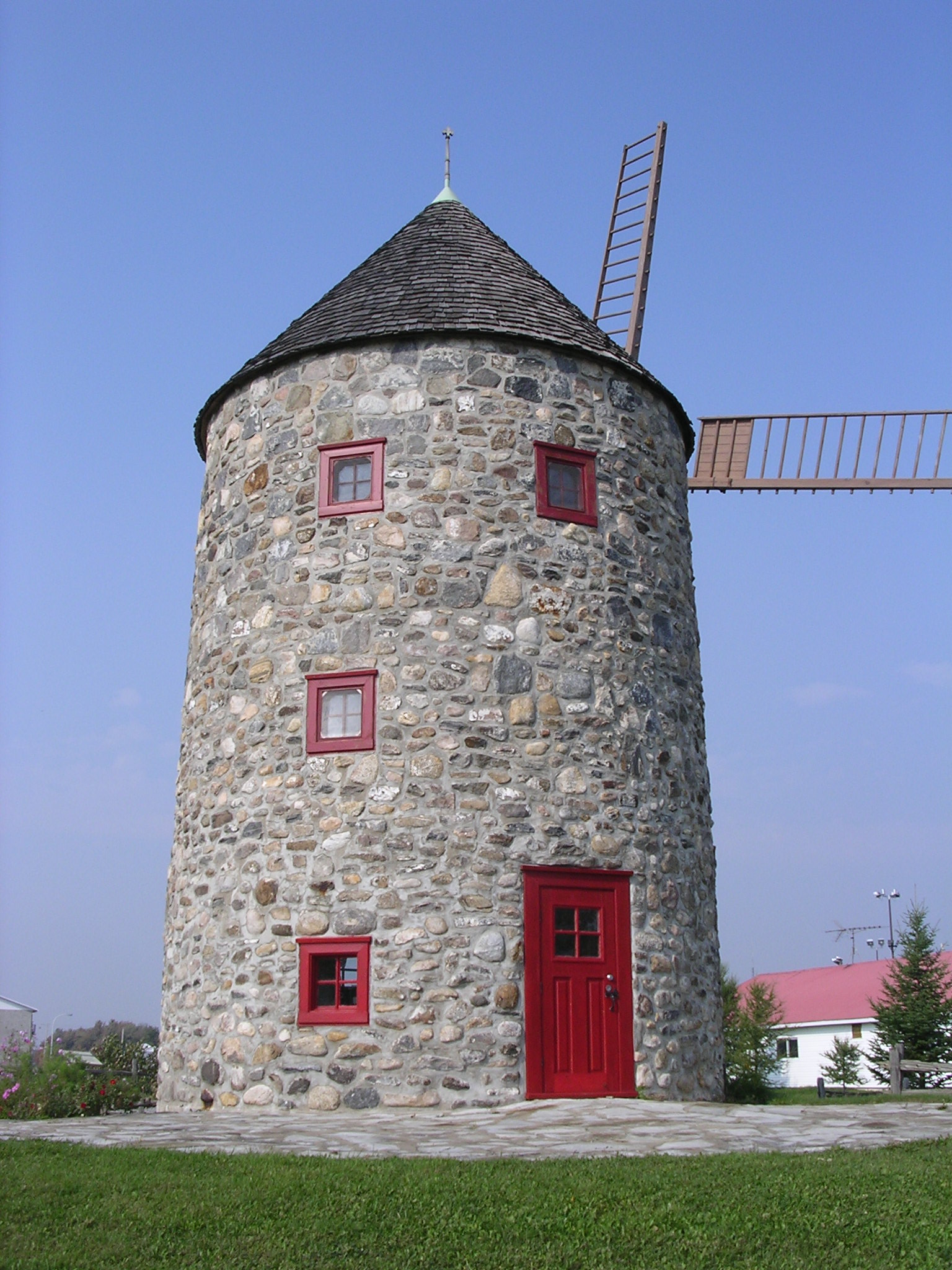
Moulin à vent de Saint-Grégoire à Bécancour, en 2005

- Nom du bâtiment : Vieux moulin à vent de Saint-Grégoire
- Adresse civique : 4060, boul. Port-Royal (autrefois au 19250, boulevard des Acadiens)
- Municipalité : Bécancour, secteur Saint-Grégoire
- Propriété : Corporation à but non lucratif

## Construction
- Date de construction : 1808
- Nom du constructeur : Joseph Bourg
- Nom du propriétaire initial :

## Chronologie
- Évolution du bâtiment :
  - 1924 : perd sa machinerie et son toit
- Autres occupants ou propriétaires marquants :
  - 1958 : gouvernement du Québec
- Transformations majeures :
  - 1924 : la Commission des monuments historiques fait poser un toit et bouche toutes les ouvertures

## Architecture
- trois niveaux
- deux portes du rez-de-chaussée dans l'axe nord-est—sud-ouest
- quatre fenêtres
  - trois superposées orientées franc sud
  - une autre au deuxième étage

## Protection patrimoniale
Classé monument historique en 1957

## Mise en valeur
- Constat de mise en valeur : Accessible. Devenu le Centre d’interprétation des Acadiens à Saint-Grégoire. Exposition. Maquettes. Visites guidées en saison estivale. Panneau d'interprétation. Circuit pédestre.
- Site d'origine : Non, le moulin était situé sur le boulevard des Acadiens, à l'arrière de l'Abattoir Morissette.
- Constat sommaire d'intégrité : le moulin a été démoli et reconstruit en 1993 sur son site actuel à l'arrière de l'église.
- Responsable : Corporation du Vieux Moulin de Saint-Grégoire